# Deanna Kamiel
Deanna Kamiel (6 de julio de 1946 - 14 de junio de 2018) fue una directora, guionista y productora de documentales canadiense.

## Carrera
Kamiel mantuvo una carrera en la radiodifusión pública en CBC en Toronto y PBS en Minneapolis y fue profesora de desarrollo cinematográfico en SUNY Purchase College y luego en The New School, Manhattan, Nueva York, EE. UU.
Trabajó durante veintiséis años (1992–2018) como Directora del programa de Estudios Documentales de The New School, Directora del Certificado de Posgrado en el Programa de Estudios Doc y fue Profesora Asistente de Estudios de Medios en Manhattan, Nueva York. Sus documentales se basaron en entrevistas en vivo realizadas a las personas sobre las que trataba la cinta.
Como estudiante en la Universidad de Toronto en la década de 1960, escribió para The Varsity en Toronto, y The Ubyssey en Vancouver.